# Oribatula sculpturata
Oribatula sculpturata är en kvalsterart som först beskrevs av Sandór Mahunka 1989.  Oribatula sculpturata ingår i släktet Oribatula och familjen Oribatulidae. Inga underarter finns listade i Catalogue of Life.